# No Place to Hide (ER)
No Place to Hide is de negentiende aflevering van het twaalfde seizoen van de televisieserie ER, die voor het eerst werd uitgezonden op 27 april 2006.

## Verhaal
Steve Curtis, de ex-vriend van Taggart, wordt de SEH binnengebracht met buikpijn. Dr. Clemente denkt dat er niets aan de hand is en wil hem weer terug naar de gevangenis sturen, dr. Rasgotra heeft zo haar twijfels en dit wordt bevestigd als Steve ineens de symptomen krijgt van een blindedarmontsteking. 
Dr. Morris krijgt een felle discussie met dr. Albright over de behandeling van een patiënt, als het blijkt dat dr. Morris gelijk blijkt te hebben eindigt hun discussie met een hartstochtelijke kus.
Dr. Weaver komt goed uit de operatie aan haar heup, zij kan nu lopen zonder kruk wat wennen is voor haar. 
Dr. Pratt komt aan in Darfur waar hij wordt verenigd met dr. Carter. Hij ontdekt al snel dat het werken daar heftig is, en niet te vergelijken is met thuis. 

## Rolverdeling

### Hoofdrollen
- Goran Višnjić - Dr. Luka Kovac
- Maura Tierney - Dr. Abby Lockhart
- Mekhi Phifer - Dr. Gregory Pratt
- Parminder Nagra - Dr. Neela Rasgrota
- Shane West - Dr. Ray Barnett
- Scott Grimes - Dr. Archie Morris
- Laura Innes - Dr. Kerry Weaver
- John Leguizamo - Dr. Victor Clemente
- Eamonn Walker - Dr. Stephen Dakarai
- Dahlia Salem - Dr. Jessica Albright
- Noah Wyle - Dr. John Carter
- Linda Cardellini - verpleegster Samantha Taggart
- Laura Cerón - verpleegster Chuny Marquez
- Yvette Freeman - verpleegster Haleh Adams
- Brian Lester - ambulancemedewerker Brian Dumar
- Emily Wagner - ambulancemedewerker Doris Pickman
- China Shavers - Olivia Evans
- Abraham Benrubi - Jerry Markovic
- Troy Evans - Frank Martin
- Sara Gilbert - Jane Figler

### Gastrollen (selectie)
- Garret Dillahunt - Steve Curtis
- Diane Ladd - Mrs. Pooler
- Annamarie Kenoyer - Ruthie Pooler
- Mary McCormack - Debbie
- Erika Alexander - Vatima Abika
- Lauri Hendler - Lenore Bee
- Quanita Adams - Zahra
- Thomas Kariuki -  Ishaak
- Bruno Amato - sheriff